# 수렁에서 건진 내 딸 2
《수렁에서 건진 내 딸 2》는 한국에서 제작된 김호선 감독의 1986년 영화이다. 김혜수 등이 주연으로 출연하였고 정창화 등이 제작에 참여하였다.

## 출연

### 주연
- 김혜수
- 남궁원
- 민규
- 김윤경
- 이희성

### 조연
- 채문성

## 기타
- 조명: 강상용
- 녹음: 김경일